# Louis-Eugène Cavaignac
Louis-Eugène Cavaignac (phát âm tiếng Pháp: [lwi øʒɛn kavɛɲak]; sinh ra tại Paris, ngày 15 tháng 10 năm 1802-1828 tháng 10 năm 1857) là một vị tướng Pháp, con trai thứ hai của Jean-Baptiste Cavaignac và anh trai của Eleonore Louis Godefroi Cavaignac.